# إيفار آفاتسمارك
إيفار آفاتسمارك (بالنرويجية: Ivar Aavatsmark) . ( مواليد 11 ديسمبر 1944 في هويلانديت، النرويج، الوفاة في 1 يوليو 1947 في أوسلو). وهو عسكري و سياسي نرويجي ينتمي إلى الحزب الليبرالي. كان إيفار آفاتسمارك عضوا في البرلمان النرويجي مابين عامي 1907 و1921 وشغل منصب وزير الدفاع مرتين (1919 - 1920) و (1921 - 1923). مُنِح آفاتسمارك لقب فارس، وكذلك وسام القديس أولاف من الدرجة الأولى عام 1910.